# Przylądek Uchatki

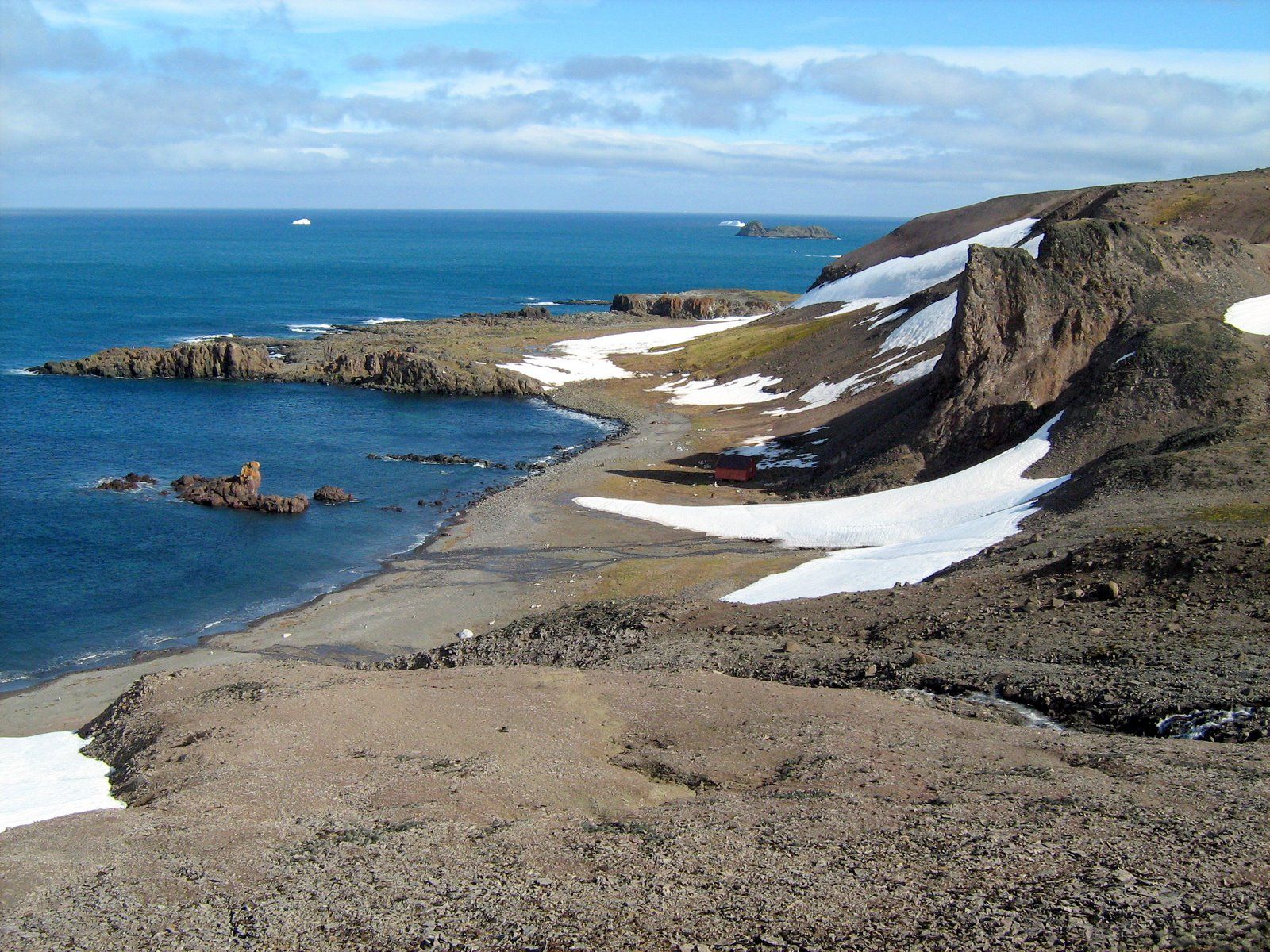
Rajska Zatoka i Przylądek Uchatki

Przylądek Uchatki (ang. Uchatka Point) – przylądek na południowym wybrzeżu Wyspy Króla Jerzego, na zachód od Zatoki Admiralicji. Wyznacza południowy kraniec Rajskiej Zatoki (część Cieśniny Bransfielda). Na zachód od przylądka wznosi się Pełznący Stok, po którym płyną strumienie, niosące wody roztopowe Lodowca Tower. Nazwa została nadana przez polską ekspedycję naukową, pochodzi od występujących w tym rejonie uchatek antarktycznych.
Przylądek leży na terenie Szczególnie Chronionego Obszaru Antarktyki „Zachodni brzeg Zatoki Admiralicji” (ASPA 128).